# Linaria yemenensis
Linaria yemenensis — вид горобцеподібних птахів родини В'юркові (Fringillidae).

## Поширення
Вид поширений в Ємені та Саудівській Аравії. Населяє тропічний аридний чагарниковий степ.